# Pierre Bullet

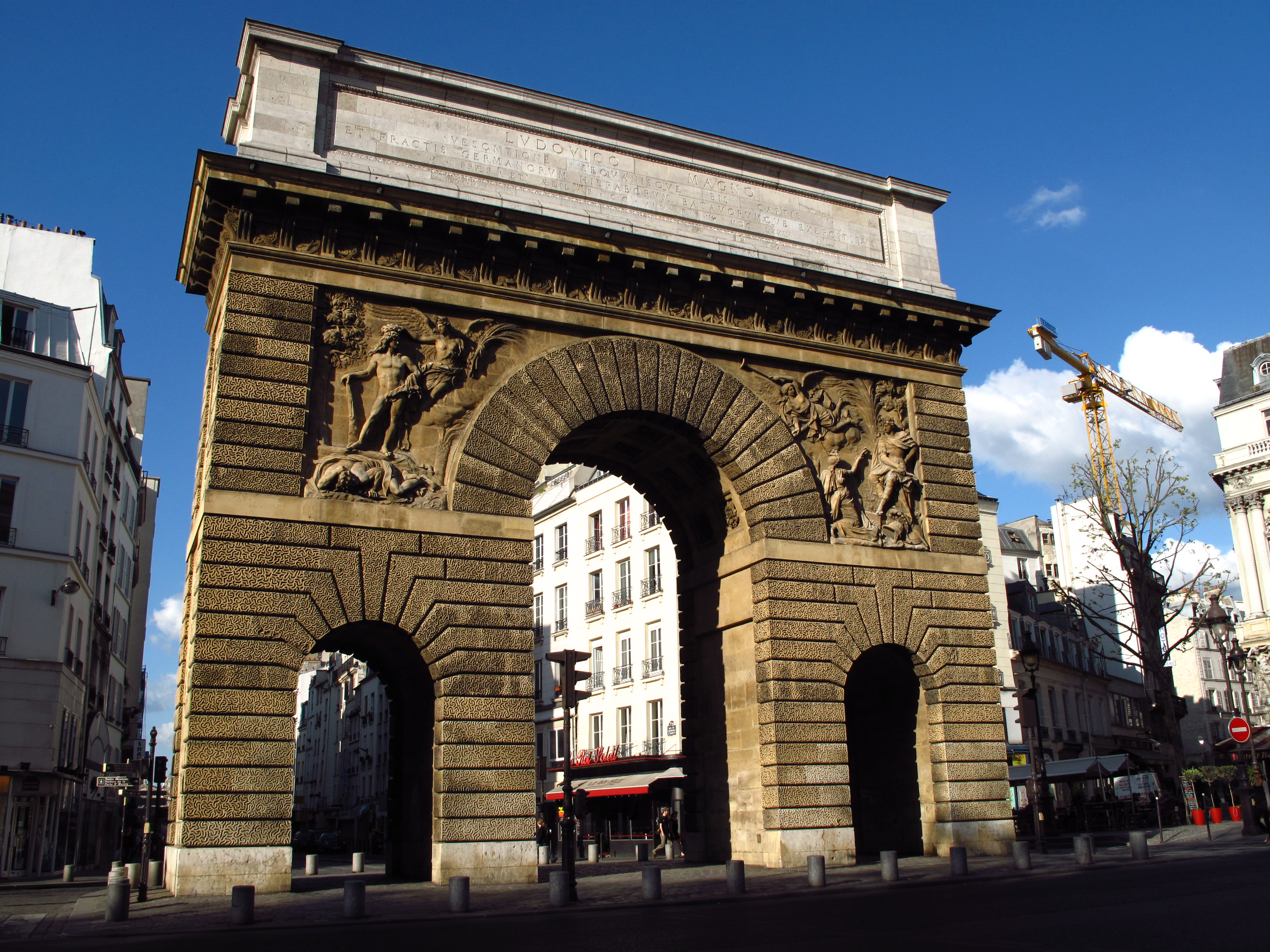
Porte Saint-Martin

Pierre Bullet (* um 1639 in Paris; † 1716 ebenda) war ein französischer Hof-Architekt, der dem klassizistischen Barock mit rationalistischer Tendenz zuzuordnen ist. Er war Mitglied der Académie d’architecture (1685).

## Leben

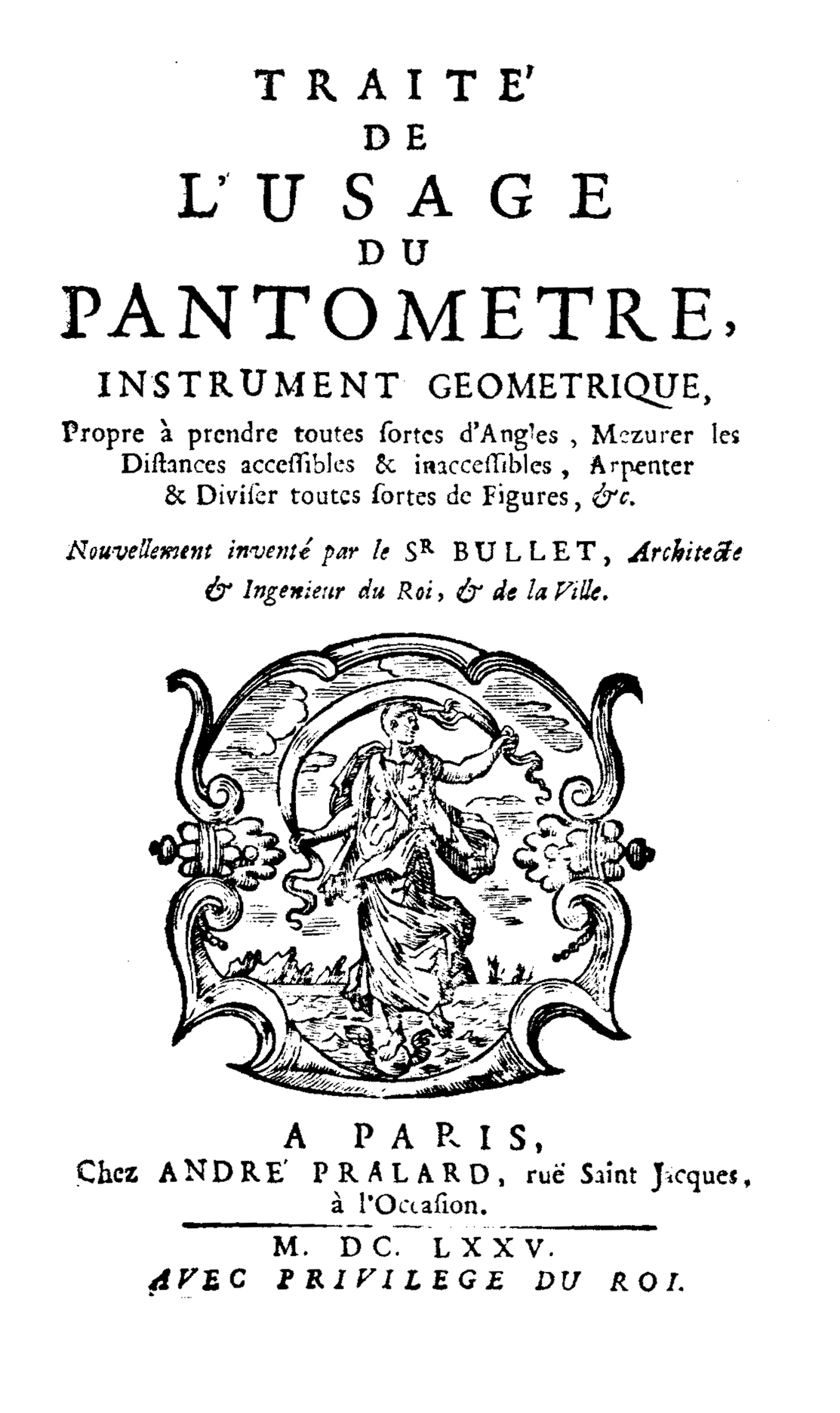
Traité de l’usage du pantometre, 1675

Als Schüler und Mitarbeiter von François Blondel in Paris war Pierre Bullet an der Errichtung der Porte Saint-Denis (1672) in Paris beteiligt, die die militärischen Heldentaten Ludwigs XIV. verherrlichten. In Anlehnung an dieses Bauwerk zeichnete er die Pläne für die unweit davon entstandene schlichtere und kompaktere Porte Saint-Martin (1672–1674).
Im Jahr 1670 hatte Bullet an zwei Kapellen der Pariser Pfarrkirche St-Roch gearbeitet, der Chapelle de l’Annonciation und der Chapelle de la Vierge. Daraufhin wurde er von Erzbischof Michel Phélippeaux de la Vrillière im Jahr 1677 nach Bourges gerufen und mit dem Neubau des erzbischöflichen Palastes betraut. Dort sollte er sehr viel später auch das Grand Séminaire de Bourges bauen. Vorerst übertrugen ihm in Paris die Dominikaner die Errichtung einer größeren Kirche für ihr Noviziat in der Rue du Bac, die erst viele Jahre nach Bullets Tod vollendet wurde und nach der Revolution als Pfarrkirche den Namen St. Thomas d’Aquin (1682–1766) annahm.
Unter den von Bullet geschaffenen Pariser Stadtpalästen sind das Hôtel Le Peletier de Saint-Fargeau (1687) für den Finanzintendanten Michel Le Peletier de Souzy hervorzuheben und das an der Place Vendôme Nummer 17 gelegene Hôtel Crozat (vor 1703) für Antoine Crozat, einen der reichsten Männer des Königreiches. Seit 1910 gehört das Hôtel Crozat zu dem benachbarten Hôtel Ritz.
Den Bau von Schloss Champs-sur-Marne (1699–1706) bei Paris für Charles Renouard de la Tuane führte – nach dem Bankrott des Auftraggebers und dem Tod Bullets – sein Sohn Jean-Baptiste Bullet de Chamblain (1665–1726) unter dem nächsten Besitzer Paul Poisson de Bourvallais zu Ende.
Er verfasste die Schriften Traité du nivellement (1688) und Architecture Pratique (1691). Letzteres Werk behandelte in erster Linie die Probleme des Aufmaßes, der Kalkulation und Abrechnung von Bauleistungen und unterschied sich damit von der üblichen zeitgenössischen Architekturliteratur. Bullet versuchte sich auch an ersten baustatischen Untersuchungen (Erddruck, Dachwerke). Das Buch erschien bis zum Anfang des 19. Jahrhunderts in zahlreichen Auflagen und Neubearbeitungen und wurde so zu einem der erfolgreichsten Architekturbücher.
Gemeinsam mit seinem Lehrer François Blondel gab Bullet im Jahr 1676 eine kurz „Plan de Bullet et Blondel“ genannte Karte von Paris heraus.
Im 10. Arrondissement von Paris tragen eine Straße (Rue Pierre Bullet) und ein Kindergarten seinen Namen.